# 66e Grammy Awards

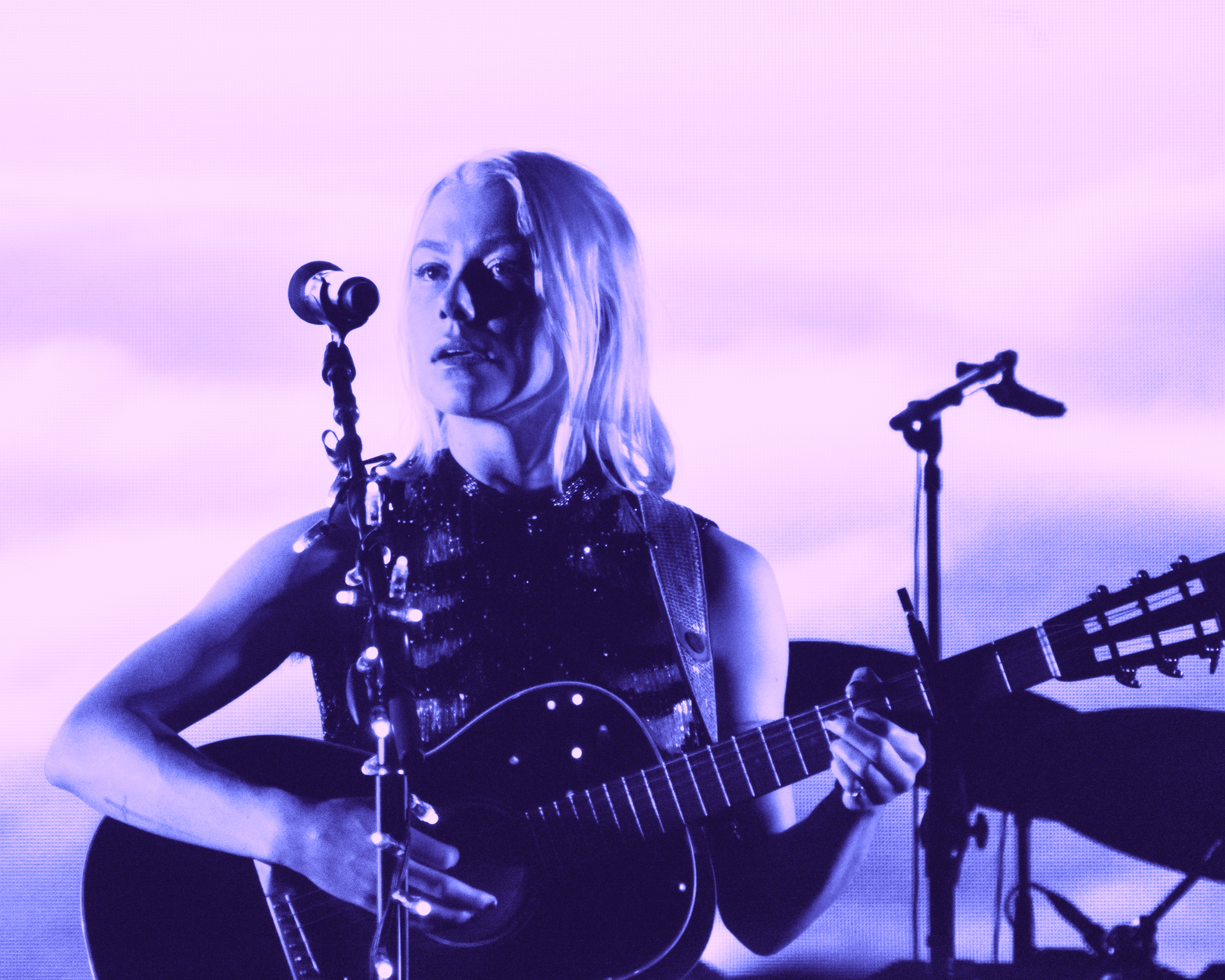
Phoebe Bridgers, een van de grote winnaars van de Grammy's

De 66e uitreiking van de Grammy Awards vindt plaats op zondag 4 februari 2024 in de Crypto.com Arena in Los Angeles. Muziek die gemaakt is tussen oktober 2022 en september 2023 komt in aanmerking voor een nominatie en/of prijs. De leden van de Recording Academy (de organisator van de Grammy's)  konden tussen september en oktober 2023 hun stem uitbrengen. Op 10 november 2023 werden de nominaties bekendgemaakt. Opvallend was dat de vrouwen de nominatielijst leiden: De  Amerikaanse r&b-artiest SZA kreeg negen nominaties, gevolgd door Phoebe Bridgers, Victoria Monét en Serban Ghenea die elk zeven nominaties kregen. 
Taylor Swift won voor de vierde keer de Grammy voor Album of the Year. Ze behaalde deze award met het album Midnights. Taylor brak een record, want ze is de eerste artiest die de prijs 4 keer won. Daarnaast won Miley Cyrus haar eerst Grammy na een tienjarige carrière. Met het nummer Flowers won ze zowel de award voor Record of the year als voor Beste Pop Solo. 
Grote favoriet SZA verkreeg 3 awards in de R&B-categorieën. Ook won ze er eentje samen met Phoebe Bridgers in de categorie Best Pop Duo/Group Performance. In totaal behaalde zij 4 Grammy's, waaronder drie in de rock categorieën met haar band Boygenius. 

## Winnaars en genomineerden

### Hoofdprijzen

#### Record of the Year
- Anti-Hero – Taylor Swift
- Flowers – Miley Cyrus
- Kill Bill – SZA
- Not Strong Enough – Boygenius
- On My Mama – Victoria Monét
- Vampire – Olivia Rodrigo
- What Was I Made For? – Billie Eilish
- Worship – Jon Batiste

#### Album of the Year
- The Age of Pleasure – Janelle Monáe
- Did You Know That There's a Tunnel Under Ocean Blvd – Lana Del Rey
- Endless Summer Vacation – Miley Cyrus
- Guts – Olivia Rodrigo
- Midnights – Taylor Swift
- The Record – Boygenius
- SOS – SZA
- World Music Radio – Jon Batiste

#### Song of the Year
- A&W,  Jack Antonoff, Lana Del Rey & Sam Dew, songwriters (Lana Del Rey)
- Anti-Hero, Jack Antonoff & Taylor Swift, songwriters (Taylor Swift)
- Butterfly, Jon Batiste & Dan Wilson, songwriters (Jon Batiste)
- Dance the Night,  Caroline Ailin, Dua Lipa, Mark Ronson & Andrew Wyatt, songwriters (Dua Lipa)
- Flowers, Miley Cyrus, Gregory Aldae Hein & Michael Pollack, songwriters (Miley Cyrus)
- Kill Bill, Rob Bisel, Carter Lang & Solána Rowe, songwriters (SZA)
- Vampire, Dan Nigro & Olivia Rodrigo, songwriters (Olivia Rodrigo)
- What Was I Made For?, Billie Eilish O'Connell & Finneas O'Connell, songwriters (Billie Eilish)

#### Best New Artist
- Gracie Abrams
- Fred Again
- Ice Spice
- Jelly Roll
- Coco Jones
- Noah Kahan
- Victoria Monét
- The War and Treaty

### Pop & Dance
- Best Pop Solo Performance, Flowers van Miley Cyrus
- Best Pop Duo/Group Performance, Ghost in the Machine - SZA & Phoebe Bridgers
- Best Pop Vocal Album, Midnights van Taylor Swift
- Producer of the Year, Jack Antonoff (voor Lana del Rey, Taylor Swift en The 1975)
- Songwriter of the Year, Theron Thomas (voor o.a. Missy Elliott, Tyla en J.Cole)
- Best Dance Electronic Recording, Rumble – Skrillex, Fred Again & Flowdan
- Best Pop Dance Recording, Padam Padam - Kylie Minogue
- Best Electronic Album, Actual Life 3 - Fred Again

### Rock & Alternative
- Best Rock Performance
  - Not Strong Enough – Boygenius, Best Metal Performance
  - 72 Seasons - Metallica, Best Rock Song
  - Not Strong Enough – Julien Baker, Phoebe Bridgers & Lucy Dacus (Boygenius), Best Rock Album
  - This is Why - Paramore, Best Alternative Music Performance
  - This Is Why - Paramore, Best Alternative Music Album
  - The Record - Boygenius

### R&B
- Best R&B Performance,  ICU - Coco Jones
- Best Traditional R&B Performance, Good Morning – PJ Morton featuring Susan Carol
- Best R&B Song, Snooze - Kenny B. Edmonds, Blair Ferguson, Khris Riddick-Tynes, Solána Rowe & Leon Thomas (componisten) (uitvoerende: SZA)
- Best Progressive R&B Album,  SOS - SZA
- Best R&B Album, Jaguar II - Victoria Monét

### Rap & Spoken Word Poetry
- Best Rap Performance, Scientists & Engineers – Killer Mike ft. André 3000, Future and Eryn Allen Kane
- Best Melodic Rap Performance, All My Life – Lil Durk ft. J. Cole
- Best Rap Song, Scientists & Engineers - Andre Benjamin (André 3000), Paul Beauregard, James Blake, Michael Render (Killer Mike), Tim Moore & Dion Wilson (componisten); (uitvoerenden: Killer Mike ft. André 3000, Future and Eryn Allen Kane)
- Best Rap Album, Michael - Killer Mike
- Best Spoken Word Poetry Album, The Light Inside – J. Ivy

### Jazz, Traditional Pop, Contemporary Instrumental & Musical Theater
- Best Jazz Performance, Tight- Samara Joy
- Best Jazz Vocal Album, How Love Begins – Nicole Zuraitis
- Best Jazz Instrumental Album, The Winds of Change – Billy Childs
- Best Large Jazz Ensemble Album, Basie Swings The Blues – The Count Basie Orchestra
- Best Latin Jazz Album, El Arte del Bolero Vol. 2– Miguel Zenón & Luis Perdomo
- Best Alternative Jazz Album, The Omnichord Real Book – Meshell Ndegeocello
- Best Traditional Pop Vocal Album, Bewitched - Laufey
- Best Contemporary Instrumental Album, As We Speak – Béla Fleck, Zakir Hussain, Edgar Meyer ft. Rakesh Chaurasia
- Best Musical Theater Album, Some Like It Hot

### Country & American Roots
- Best Country Solo Performance, White Horse - Chris Stapleton
- Best Country Duo/Group Performance, I Remember Everything - Zach Bryan & Kacey Musgraves
- Best Country Song, Chris Stapleton & Dan Wilson (componisten) voor White Horse, uitvoerende; Chris Stapleton
- Best Country Album, Bell Bottom Country - Lainey Wilson
- Best American Roots Performance, Eve Was Black - Allison Russell
- Best Americana Performance, Dear Insecurity - Brandy Clark & Brandi Carlile
- Best American Roots Song, Jason Isbell (componist) voor Cast Iron Skillet, uitvoerenden: Jason Isbell & The 400 Unit
- Best Americana Album, Weathervanes - Jason Isbell & The 400 Unit
- Best Bluegrass Album, City of Gold - Molly Tuttle & Golden Highway
- Best Traditional Blues Album, All My Love For You - Bobby Rush
- Best Contemporary Blues Album, Blood Harmony - Larkin Poe
- Best Folk Album, At Newport (Live) - Joni Mitchell
- Best Regional Roots Music Album
  - New Beginnings - Buckwheat Zydeco jr. & The Legendary Ils Sont Partis Band
  - Live: Orpheum Theater Nola - The Lost Bayou Ramblers & The Louisiana Philharmonic Orchestra

### Gospel & Contemporary Christian Music
- Best Gospel Performance/Song,  All Things - Kirk Franklin (uitvoerende en componist)
- Best Contemporary Christian Music Performance/Song, Your Power -  Lecrae & Tasha Cobbs Leanord (uitvoerenden); Alexandria Dollar, Jordan Dollar, Antonio Gardener, Micheal Girgenti, Lasanna “Ace” Harris, David Hein, Deandre Hunter, Dylan Hyde, Christian Louisana, Patrick Darius Mix Jr., Lecrae Moore, Justin Pelham, Jeffrey Lawrence Shannon, Allen Swoope (componisten)
- Best Gospel Album, All Things New: Live in Orlando - Tye Tribbett
- Best Contemporary Christian Music Album, Church Clothes 4 - Lecrae
- Best Roots Gospel Album, Echoes of the South - The Blind Boys of Alabama

### Latin, Global, Reggae & New Age
- Best Latin Pop Album, X Mi (Vol. 1) - Gaby Moreno
- Best Música Urbana Album, Mañana Será Bonito - Karol G
- Best Latin Rock or Alternative Album, Vida Cotidiana - Juanes, De Todas Las Flores - Natalia Lafourcade
- Best Música Mexicana Album (Including Tejano), Génesis - Peso Pluma
- Best Tropical Latin Album, Siembra: 45º Aniversario (En Vivo en el Coliseo de Puerto Rico, 14 de Mayo 2022 - Rubén Blades & Roberto Delgado & Orquesta
- Best Global Music Performance, Pashto - Béla Fleck, Edgar Meyer & Zakir Hussain ft. Rakesh Chaurasia
- Best African Music Performance, Water - Tyla
- Best Global Music Album, This Moment - Shakti
- Best Reggae Album, Colors of Royal - Julian Marley & Antaeus
- Best New Age, Chant or Ambient Album, She Howls - Carla Patullo ft. Tonality & The Scorchio Quartet

### Children's, Comedy, Audio Books, Visual Media & Music Video/Film
- Best Children's Music Album, We Grow Together - Preschool Songs  - 123 Andrés
- Best Comedy Album, What's in a Name? - Dave Chappelle
- Best Audio Book, Narration, and Storytelling Recording, The Light We Carry: Overcoming in Uncertain Times - Michelle Obama
- Best Compilation Soundtrack for Visual Media, Barbie: The Album - Brandon Davis, Mark Ronson & Kevein Weaver (producers), George Drakoulias (music supervisor)
- Best Score Soundtrack for Visual Media (including Film and Television), Oppenheimer - Ludwig Göransson
- Best Score Soundtrack for Video Games and Other Interactive Media, Star Wars Jedi: Survivor - Stephen Barton & Gordy Haab
- Best Song Written For Visual Media, Billie Eilish & Finneas O'Connell (componisten) voor What Was I Made For?, uitvoerende: Billie Eilish
- Best Music Video, I'm Only Sleeping (The Beatles) - Em Cooper (regisseur), Jonathan Clyde, Sophie Hilton, Sue Loughlin & Laura Thomas (producers)
- Best Music Film, Moonage Daydream (David Bowie) - Brett Morgen (regisseur en producer)

### Package(Hoesontwerp), Notes (Hoesteksten) & Historical
- Best Recording Package, Stumpwork - Rottingdean Bazaar & Annie Collinge (ontwerpers), uitvoerenden: Dry Cleaning
- Best Boxed or Special Limited Edition Package, For the Birds: The Birdsong Project - Jeri Heiden & John Heiden (ontwerpers), uitvoerenden: diverse artiesten
- Best Album Notes, Robert Gordon & Deanie Parker (schrijvers) voor Written In Their Soul: The Stax Songwriters Demos, uitvoerenden: diverse artiesten
- Best Historical Album, Written In Their Soul: The Stax Songwriters Demos - Robert Gordon, Deanie Parker, Cheryl Pawelski, MIchele Smith & Mason Williams (producers); Michael Graves (technicus) (uitvoerenden: Diverse artiesten)

### Production, Engineering, Composition & Arrangement
- Best Engineered Album, Non-Classical, Jaguar II - John Kercy, Kyle Mann, Victoria Monét, Patrizio "Teezio" Pigliapoco, Neal H Pogue & Todd Robinson (technici); Colin Leonard (mastering engineer) (uitvoerende: Victoria Monet)
- Best Engineered Album, Classical, Contemporary American Composers - David Frost & Charlie Post (technici); Silas Brown (mastering engineer) (uitvoerenden: The Chicago Symphony Orchestra o.l.v. Riccardo Muti)
- Producer of the Year, Classical,Elaine Martone
- Best Remixed Recording, Wagging Tongue (Wet Leg Remix) - Wet Leg (uitvoerenden: Depeche Mode)
- Best Immersive Audio Album, The Diary of Alicia Keys - George Massenburg & Eric Schilling (immersive mix technici); Michael Rowanowski (immersive mastering engineer); Alicia Keys & Ann Mincielli (immersive mix producers) (uitvoerende: Alicia Keys)
- Best Instrumental Composition, Helena's Theme - John Williams
- Best Arrangement, Instrumental or A Cappella, Folsom Prison Blues - John Carter Cash, Tommy Emmanuel, Markus Illko, Janet Robin & Roberto Luis Rodriguez (arrangeurs), (uitvoerenden: The String Revolution ft. Tommy Emmanuel)
- Best Arrangement, Instruments and Vocals, In The Wee Small Hours of the Morning  - Erin Bentlage, Jacob Collier, Sara Gazarek, Johnaye Kendrick & Amanda Taylor (arrangeurs) (uitvoerenden: säje ft. Jacob Collier)

### Klassiek
- Best Orchestral Performance, Adès: Dante - Los Angeles Philharmonic o.l.v. Gustavo Dudamel
- Best Opera Recording, Blanchard: Champion - Yannick Nézet-Séguin (dirigent); Ryan Speedo Green, Latonia Moore & Eric Owens (solisten), David Frost (producer)
- Best Choral Performance, Saariaho: Reconnaissance - Nils Schweckendieck (dirigent); Uusinda Ensemble (orkest); Helsinki Chamber Choir (koor)
- Best Chamber Music/Small Ensemble Performance,Rough Magic - Roomful of Teeth
- Best Classical Instrumental Solo, The American Project - Yuja Wang (solist); Teddy Abrams (dirigent)
- Best Classical Solo Vocal Album, Walking in the Dark - Julia Bullock (solist); Christian Reif (dirigent)
- Best Classical Compendium, Passion for Bach and Coltrane - Alex Brown &  The Harlem Quartet (uitvoerenden); Imani Winds, Edward Perez, Neal Smith & A.B. Spellman (producers)
- Best Contemporary Classical Composition, Montgomery: Rounds - Jessie Montgomery (componist)

## Meeste awards en nominaties
 Producers, songwriters
| Aantal Grammy's | Artiest           |
| --------------- | ----------------- |
| 4               | Phoebe Bridgers   |
| 3               | Boygenius         |
| 3               | Killer Mike       |
| 3               | SZA               |
| 3               | Victoria Monét    |
| 2               | Fred Again        |
| 2               | André 3000        |
| 2               | Jack Antonoff     |
| 2               | Béla Fleck        |
| 2               | Miley Cyrus       |
| 2               | Billie Eilish     |
| 2               | Jason Isbell      |
| 2               | Lecrae            |
| 2               | Paramore          |
| 2               | Finneas O'Connell |

| Aantal nominaties | Artiest         |
| ----------------- | --------------- |
| 9                 | SZA             |
| 7                 | Phoebe Bridgers |
| 7                 | Serban Ghenea   |
| 7                 | Victoria Monét  |
| 6                 | Jack Antonoff   |
| 6                 | Jon Batiste     |
| 6                 | Brandy Clark    |
| 6                 | boygenius       |
| 6                 | Miley Cyrus     |
| 6                 | Billie Eilish   |
| 6                 | Olivia Rodrigo  |
| 6                 | Taylor Swift    |
| 5                 | 21 Savage       |
| 5                 | Lana Del Rey    |
| 5                 | Coco Jones      |
| 5                 | Dan Nigro       |
| 5                 | Tyler Childers  |
| 5                 | Andrew Wyatt    |

## Nederlandse genomineerden
Er waren twee Nederlandse producties genomineerd:
- In de categorie Best Orchestral Performance was het Nederlands Radio Filharmonisch Orkest o.l.v. Karina Canellakis genomineerd voor het album Bartók: Concerto for Orchestra; Four Pieces
- In de categorie Best Large Jazz Ensemble Album was het Metropole Orkest o.l.v. Vince Mendoza genomineerd voor het album Olympians.

In de categorie voor beste arrangement was het nummer Com Que Voz van John Beasley, Maria Mendes & het Metropole Orkest genomineerd, maar in die categorie gaan de Grammy's alleen naar de arrangeurs. Dat zijn in dit geval Beasley en Mendes.
Geen van deze nominaties werd omgezet in een overwinning.

## Nieuw in 2024
Zoals gebruikelijk werden de regels voor de Grammy's ook dit jaar aangepast of vernieuwd. Dit waren de belangrijkste veranderingen, zoals aangekondigd door de Recording Academy in juni 2023: 
- Er kwamen drie nieuwe categorieën: Best Pop Dance Recording, Best African Music Performance en Best Alternative Jazz Album. Hiermee kwam het totale aantal categorieën op 94.
  - Best Pop Dance Recording: Prijs voor "uptempo en dansbare muziek, gebaseerd op een traditioneel pop-arrangement", aldus de Academy.
  - Best African Music Performance: Prijs voor alle muziekstijlen die in Afrika gemaakt worden, in aanvulling op de prijs voor Best Global Music Performance.
  - Best Alternative Jazz Album: Prijs voor jazz-albums met een alternative inslag, zoals kruisbestuivingen met andere muziekstijlen als r&b, hip hop/rap, klassiek of elektronica/dance.
- Het aantal nominaties in de "Big Four" categorieën (Album of the Year, Song of the Year, Record of the Year en Best New Artist) ging omlaag van tien naar acht. In 2022 waren ze juist van acht naar tien gegaan.
- Een medewerker aan een album (bijvoorbeeld uitvoerende artiest, producer, arrangeur, technicus, songwriter) moet aan minimaal 20% van de speelduur van het album hebben meegewerkt. Voorheen was dit 33%, in 2023 was er geen minimum, met als resultaat dat bij sommige albums zo'n honderd individuele medewerkers een nominatie kregen. Dat werd volgens de Academy als te veel ervaren.
- Muziek die gecreëerd wordt met kunstmatige intelligentie komt niet in aanmerking voor een nominatie en/of prijs.
- De categorieën Best Improvised Jazz Solo en Best Regional Mexican Music Album (Including Tejano) werden hernoemd in Best Jazz Performance en Best Música Mexicana Album (Including Tejano).
- Leden van de Recording Academy die een stem willen uitbrengen, moeten aantonen dat zij de afgelopen vijf jaar op enige manier actief geweest zijn in de muziekwereld (bijvoorbeeld door te bewijzen dat zij aan minimaal één productie een bijdrage hebben geleverd) en zij mogen in maximaal tien van de 94 categorieën stemmen.